# Philine-Vogeler-Haus
Das Philine-Vogeler-Haus, Bergstraße 13, in der niedersächsischen Gemeinde Worpswede, wurde im ersten Drittel des 20. Jahrhunderts als Ausstellungshaus gebaut. Aktuell (2025) wird es seit 1930 als Galerie und seit 2009 auch als Tourist-Information Worpswede genutzt.
Das Gebäude steht unter Denkmalschutz.

## Geschichte und Beschreibung
Worpswede im Teufelsmoor wurde 1218 erstmals als Besitz des Klosters Osterholz erwähnt.
Das eingeschossige traufständige verklinkerte Gebäude über asymmetrischem Grundriss mit Flachdach und Fassaden mit zarten Reliefs durch flache Backsteinbänder wurde 1928 nach Plänen von Bernhard Hoetger im Stil expressionistischer Backsteinarchitektur als Ausstellungsgebäude für die Weberin Elisabeth Vatheuer gebaut, die aber danach in finanzielle Notlage geriet. Bereits 1929 kaufte der Bremer Kaffeehändler und Mäzen Ludwig Rolselius das Haus. Von 1930 bis 1952 wurde es von Philine Vogeler, einer Schwägerin von Heinrich Vogeler, als Galerie genutzt.
Philine Vogeler war insgesamt 46 Jahre als Galeristin tätig. Bereits 1908 hatte Franz Vogeler, ein Bruder Heinrich Vogelers, in der Bergstraße ein Kunst- und Kunstgewerbehaus für seine Frau Philine eröffnet. Für Roselius baute sie eine Sammlung von Werken der Worpsweder Künstler auf. Ab 1952 wurde die Kunstausstellung von drei weiteren Inhabern fortgeführt. Nach der Modernisierung 2008 hat die Touristen-Information hier ihren Sitz.
Das Landesdenkmalamt befand u. a.: „… Auch dieses Bauwerk gestaltete Hoetger in für seine Bauten typischer Weise als expressionistische Backsteinarchitektur mit freien Formen und Details. …“
Der Architekt Hoetger entwarf in Worpswede auch das Landhaus Brunnenhof (1914), den Niedersachsenstein (1921), die Töpferei (1921), Haus Hoetger (1922), das Kaffee Worpswede (1925), das Gästehaus (1926) und die Kunstschau (1927).